# 铁佛寺水库
铁佛寺水库是中国河南省信阳市商城县境内的一座水库，位于陶家河上，建于1968年。水库正常库容为2792万立方米，集雨面积为50平方千米，海拔为104米。